# جفرسون لیما دی مندز
جفرسون لیما دی مندز (به پرتغالی: Jéferson Lima de Menezes) هافبک، هافبک اهل برزیل است که در شهر Santana do Livramento و در تاریخ ۱۱ فوریهٔ ۱۹۸۳ به دنیا آمده‌است.
جفرسون لیما دی مندز در تیم‌های فوتبال فلامینگو سابقهٔ حضور دارد.